# Martin Brody
Martin Brody è un personaggio immaginario, protagonista del romanzo Lo squalo di Peter Benchley.
Persona onesta e con ambizioni limitate, Brody è costantemente impegnato a far rispettare la legge, ma il suo intento è soprattutto quello di proteggere la sua famiglia e la comunità dallo squalo di turno. Nello svolgimento del suo compito, però, Brody è ostacolato dal sindaco dell'isola, Larry Vaughn, più interessato al lato economico che alla sopravvivenza dei suoi cittadini. Brody è quindi costretto ad accettare, con riluttanza, le condizioni imposte da Vaughn finché non decide di combattere faccia a faccia con lo squalo, diventando l'unico baluardo per la salvezza della sua comunità.
Nell'adattamento cinematografico diretto da Steven Spielberg, Brody è stato interpretato da Roy Scheider, che ha ripreso il ruolo anche nel seguito Lo squalo 2.

## Biografia del personaggio

### Romanzo
Nel romanzo, Brody nasce e cresce ad Amity.
All'età di 18 anni si unisce al servizio di polizia della città. Contemporaneamente si innamora di Ellen Shephard, e la invita fuori a cena e a vedere un film. I due si sposano e vivono ad Amity, al largo dello stato del Massachusetts, dove Ellen trascorre da sempre le vacanze con la sua famiglia; avranno tre figli: Billy (in seguito rinominato Michael), Martin Jr. e Sean. Qui, Brody trova lavoro come capo della polizia dell'isola. Il suo compito viene aggravato a causa della presenza di un grosso squalo bianco che comincia a provocare disastri e vittime. Brody cerca di proteggere la gente chiudendo le spiagge ma il consiglio cittadino annulla il provvedimento ritenendolo troppo drastico e dannoso nel pieno della stagione turistica. A questo punto, il giornalista e amico di Martin Brody, Henry Meadows, contatta l'ittiologo e oceanografo Matt Hooper, che arriverà a detestare in quanto diverrà amante di sua moglie Ellen, e assume il pescatore Quint per catturare lo squalo prima che possa uccidere ancora. Dopo un duro scontro, Brody riesce ad ucciderlo infilzandogli sul dorso degli arpioni legati a dei grossi barili di plastica, che causeranno la morte dell'animale per sfinimento (essendo i barili pieni nient'altro che d'aria, gli renderanno assai difficoltoso immergersi e nuotare). Brody è l'unico a salvarsi dei tre e, alla fine, riesce finalmente a tornare a riva sano e salvo e vittorioso.
La versione letteraria di Brody è riproposta anche in Lo squalo 2 e Lo squalo: La vendetta, riduzioni a romanzo rispettivamente del secondo e del quarto capitolo della saga che, salvo alcune piccole differenze, rispettano la continuity del romanzo di Benchley. Nel secondo libro Brody si ritrova coinvolto nella costruzione del Casino del Mar, un casinò che le autorità di Amity hanno intenzione di fondare nella cittadina e sulle cui attività poter lucrare. A infastidire maggiormente Brody è il fatto che il progetto sia finanziato da Moscotti, potente e pericoloso boss proveniente da New York, e tenta in tutti i modi di convincere i cittadini di Amity a non appoggiare il progetto, ricevendo costanti dinieghi, in quanto nessuno ha intenzione di mettersi contro il malavitoso. Inoltre Brody è implicato nell'arresto di Jepps, un iracondo e disonesto poliziotto colluso a Moscotti e colpevole di aver ferito con un colpo di fucile un cucciolo di foca (che Brody porta a casa per offrirgli le cure necessarie e al quale il piccolo Sean si affeziona molto) e sospettato dallo stesso Brody di aver sparato ai due sub che, all'inizio del romanzo vengono uccisi dallo squalo mentre ispezionavano il relitto dell'Orca, ma è costretto a rilasciarlo per evitare problemi burocratici e per mancanza di prove. Verso la fine del libro Brody (che, prima di veder morire l'amico e istruttore di sub di suo figlio Mike Tom Andrews, non ha mai sospettato della presenza di un altro squalo nelle acque di Amity) è costretto a intervenire durante una regata di barche a vela cui partecipano anche i suoi figli, per salvare loro e altri ragazzi dall'attacco dello squalo, e riesce a uccidere la mostruosa creatura facendo da esca e costringendola a mordere un cavo elettrico subacqueo collegato al faro di Amity e facendola morire folgorata, dopodiché torna a riva sano e salvo con i figli e i ragazzi superstiti.
Nel terzo e ultimo libro della saga, viene detto che Brody è stato molto provato dal faccia a faccia con il secondo squalo, al punto da morire di infarto alcuni anni dopo. Il suo posto come capo della polizia di Amity è preso dal figlio minore Sean (che però morirà ucciso dal terzo squalo, figlio dei due precedenti mostri). È lasciato intendere che la persecuzione degli squali alla sua famiglia è dovuta ad una maledizione di uno sciamano voodoo che ha una faida con il poliziotto e ha deciso di vendicarsi facendo perseguitare la sua famiglia dagli squali assassini.

### Cinema
Il personaggio di Martin Brody è stato interpretato da Roy Scheider nell'adattamento di Steven Spielberg, Lo squalo, e nel seguito Lo squalo 2. A prestargli la voce italiana è Manlio De Angelis.

#### Lo squalo(1975)
Inizialmente, Spielberg offrì il ruolo di Brody a Robert Duvall ma l'attore era interessato solo ad interpretare Quint. Stando a quel che dice Spielberg, Charlton Heston espresse il desiderio di interpretare il ruolo ma Spielberg pensò che Heston possedesse una così grande personalità che avrebbe messo in secondo piano lo squalo, la vera "star" del film. Solo più tardi venne contattato Scheider. L'attore iniziò ad interessarsi al progetto dopo aver sentito uno sceneggiatore e Spielberg parlare ad un party a proposito di uno squalo che saltava su una barca. Spielberg non era inizialmente propenso ad assumere Scheider in quanto temeva che portasse sullo schermo un personaggio simile a quello da lui interpretato in Il braccio violento della legge.
Rispetto al romanzo, Brody ha un buon rapporto con il biologo Matt Hooper. Mentre nel romanzo Hooper è l'amante della moglie di Brody, nel film questo particolare è stato eliminato dagli sceneggiatori così da non compromettere il rapporto tra gli uomini a bordo dell'Orca. Nel romanzo, inoltre, Brody è l'unico superstite nella lotta contro lo squalo, mentre nel film si salva insieme a Hooper.
La frase pronunciata da Brody prima della lotta con lo squalo "Ci serve una barca più grossa!", divenne molto famosa nel panorama cinematografico e occupa la 35ª posizione della AFI's 100 Years... 100 Movie Quotes.

#### Lo squalo 2(1978)
Grazie al successo de Lo squalo, i produttori della pellicola vollero un seguito del film intitolato Lo squalo 2. Roy Scheider riprese riluttante il ruolo di Martin Brody. Aveva da poco abbandonato il ruolo di Michael ne Il cacciatore dopo due settimane di produzione per "divergenze creative". La Universal decise di 'perdonarlo' se fosse apparso in Lo squalo 2. Il film segue con continuità il primo film di Spielberg e il romanzo di Peter Benchley.
Nel secondo film (ambientato quattro anni dopo gli eventi del film di Spielberg), Martin Brody continua il suo lavoro sull'isola di Amity. Dopo la scomparsa di due sommozzatori e due donne, più il ritrovamento di un'orca uccisa a morsi, capisce che si tratta di un nuovo squalo. Cerca quindi di convincere il consiglio cittadino, ma non viene preso sul serio. Qualche giorno dopo, Brody crede di vedere l'ombra di un grande squalo avvicinarsi ai bagnanti e ordina a tutti di uscire dall'acqua, sparando colpi con la sua pistola e creando il panico. Viene poi umiliato pubblicamente quando si capisce che l'ombra altro non è che un branco di pesci. Per la sua reazione sulla spiaggia, come se non bastasse, viene licenziato. Durante una gita in barca, i suoi due figli e il loro gruppo di amici vengono attaccati dallo squalo. Brody si precipita a salvarli e alla fine riesce ad uccidere lo squalo facendogli mordere un cavo elettrico ad alta tensione.

#### Lo squalo 4 - La vendetta(1987)
Dopo Lo squalo 3 si pensò di girare anche un quarto film basato su Lo squalo. A Scheider fu proposto un cameo all'inizio del film nel quale il personaggio moriva per mano di uno squalo, ma l'attore rifiutò. Gli sceneggiatori, dunque, sostituirono il personaggio di Martin Brody con quello del figlio Sean. Il personaggio di Martin Brody viene solo menzionato nel film e appare in pochi flashback dei primi due episodi. Nel film si scopre che Brody è morto di infarto a sessantacinque anni e che suo figlio Sean ha seguito le sue orme entrando nella polizia prima di essere ucciso da uno squalo.

## Caratterizzazione
Nel romanzo originale Martin è descritto come sovrappeso, mentre nei film è molto magro.
Apparentemente ha avuto un incidente dove era rischiato l'annegamento da bambino e ha odiato l'acqua per la maggior parte della sua vita, diventando un uomo di terra. Tuttavia, una volta ucciso lo squalo, la sua idrofobia risulta molto attenuata.
Nel romanzo Martin è un personaggio antipatico. Nei film Martin è l'uomo qualunque, un tipo simpatico, leale, ben intenzionato e disposto ad ammettere ciò che non sa, con il vizio occasionale di fumare una sigaretta. Nonostante odia l'acqua, accompagna Quint e Matt Hooper nella caccia allo squalo associata alla sua responsabilità di proteggere Amity e la sua famiglia (in seguito all'attacco dove fu coinvolto suo figlio Michael). A differenza di Hooper, che sa fare un nodo margherita, guidare l'Orca e preparare i barili per Quint, Martin non sa fare un nodo decente, maneggiare in sicurezza l'attrezzatura, guidare la barca o fare altro all'infuori di gettare la pastura di pesce in mare. Mentre Hooper e Quint si scambiano storie virili sulle loro cicatrici, l'unica cicatrice che Martin può mostrare è una da appendicectomia.
Brody sa di non essere un marinaio o un esperto di squali, quindi accetta il suo ruolo secondario nella caccia e facendo quello che gli viene detto. Ma, dotato di buon senso, va contro i voleri di Quint cercando di chiamare aiuto via radio quando è chiaro che lo squalo non morirà senza un serio combattimento. Quint riafferma la sua autorità sfasciando la radio.
La crescita personale di Martin (da uomo impaurito e incapace del trio a uomo di legge e coraggioso) arriva al culmine quando viene lasciato solo per combattere lo squalo, avendo appena assistito alla morte di Quint e pensando che Hooper fosse morto. Arrampicandosi sull'albero e ingegnandosi con le armi, Martin uccide lo squalo facendolo esplodere con una bombola di Hooper e il fucile M1 di Quint, ristabilendo l'ordine.